# أليكس هينشاو
أليكس هينشاو (بالإنجليزية: Alex Hinshaw) هو لاعب كرة قاعدة أمريكي، ولد في 31 أكتوبر 1982 في كلاريمونت في الولايات المتحدة.

## وصلات خارجية
- أليكس هينشاو على موقع دوري كرة القاعدة الرئيسي (الإنجليزية)
- أليكس هينشاو على موقعبيزبول رفرنس.كوم (الدوري الرئيسي) (الإنجليزية)
- أليكس هينشاو على موقعبيزبول رفرنس.كوم (الدوري الثانوي) (الإنجليزية)
- أليكس هينشاو على موقع إي إس بي إن.كوم (أم.أل.بي) (الإنجليزية)
- أليكس هينشاو على موقع مشجعي الرسوم البيانية (الإنجليزية)